# Kamdi
Kamdi (nep. कम्दी) – gaun wikas samiti w zachodniej części Nepalu w strefie Bheri w dystrykcie Banke. Według nepalskiego spisu powszechnego z 2001 roku liczył on 1479 gospodarstw domowych i 8476 mieszkańców (4147 kobiet i 4329 mężczyzn).